# Dubringer Moor
Dubringer Moor este o arie protejată (arie specială de conservare — SAC, sit de importanță comunitară — SCI) din Germania întinsă pe o suprafață de 1.709 ha, integral pe uscat.

## Localizare
Centrul sitului Dubringer Moor este situat la coordonatele 51°23′47″N 14°11′35″E / 51.3964°N 14.1931°E.

## Înființare
Situl Dubringer Moor a fost declarat sit de importanță comunitară în februarie 1999 pentru a proteja 7 specii de animale. Situl a fost protejat și ca arie specială de conservare în aprilie 2011.

## Biodiversitate
Situată în ecoregiunea continentală, aria protejată conține 11 habitate naturale: Ape stătătoare oligotrofe până la mezotrofe, cu vegetație de Littorelletea uniflorae și/sau de Isoëto-Nanojuncetea, Lacuri eutrofice naturale cu vegetație de tip Magnopotamion sau Hydrocharition, Lacuri și iazuri distrofice naturale, Cursuri de apă de la nivel de câmpie la nivel montan, cu vegetație Ranunculion fluitantis și Callitricho-Batrachion, Pajiști umede nord-atlantice cu Erica tetralix, Pajiști cu Molinia pe soluri calcaroase, turboase sau argilos-nămoloase (Molinion caeruleae), Fânețe de joasă altitudine (Alopecurus pratensis, Sanguisorba officinalis), Mlaștini turboase de tranziție și turbării mișcătoare, Depresiuni pe substraturi de turbă de Rhynchosporion, Mlaștini împădurite, Păduri aluvionare cu Alnus glutinosa și Fraxinus excelsior (Alno-Padion, Alnion incanae, Salicion albae).
La baza desemnării sitului se află mai multe specii protejate:
- amfibieni (2): buhai de baltă cu burta roșie (Bombina bombina), triton cu creastă (Triturus cristatus)
- mamifere (2): lupul (Canis lupus), vidră de râu (Lutra lutra)
- nevertebrate (2): libelule (Leucorrhinia pectoralis), Ophiogomphus cecilia
- pești (1): țipar (Misgurnus fossilis)